# Centar Millennium
Das Centar Millennium (serbisch-kyrillisch Центар Миленијум, deutsch Jahrtausend-Zentrum) ist eine Mehrzweckhalle in der serbischen Stadt Vršac, Autonome Provinz Vojvodina. Sie bietet 4400 Sitzplätze. Das Basketballspielfeld ist nach der National Basketball Association (NBA) lizenziert und erfüllt die Anforderungen des Weltverbandes FIBA. Die Basketballvereine KK Vršac (Männer) und ŽKK Vršac (Frauen) tragen hier ihre Heimspiele aus. Im Centar Millennium wurden die Spiele der Gruppe A der Basketball-Europameisterschaft 2005 ausgetragen. Zur Universiade 2009 wurde die Halle als Austragungsort der Basketballwettbewerbe genutzt. 2012 war die Halle jeweils Schauplatz der Handball-Europameisterschaft der Frauen und der Handball-Europameisterschaft der Männer.
Direkt neben dem Centar Millennium liegt das Fußballstadion Gradski stadion Vršac sowie der Stadtpark von Vršac.